# Renault Ares
Renault Ares — междугородний автобус большой вместимости, выпускаемый французской компанией Renault Trucks в 1998—2002 годах. Вытеснен с конвейера моделью Irisbus Ares.

## История
Впервые автобус Renault Ares был представлен в 1998 году. В Австралии эксплуатировалось 200 единиц Renault Ares.
Модель оснащалась дизельным двигателем внутреннего сгорания экологического стандарта Евро-3 объёмом 11110 см³.